# Stazione di Castel Sant'Angelo
La stazione di Castel Sant'Angelo è una stazione ferroviaria posta sulla linea Terni-Sulmona. È il principale scalo a servizio del comune di Castel Sant'Angelo, e si trova nella frazione di Vasche.

## Strutture e impianti
La stazione si trova lungo la Via Salaria, all'interno del centro abitato di Vasche. È la stazione più vicina alle terme di Cotilia (che distano un chilometro e mezzo) e inoltre dista appena 300 metri dal lago di Paterno (dove è possibile la balneazione e si trovano i resti di epoca romana della villa di Vespasiano).
Proprio in corrispondenza della stazione, dalla Via Salaria si dirama la strada provinciale 13 che sale a Castel Sant'Angelo (che dista 2 km) e alla frazione di Paterno (che dista 4 km e domina la vallata dove si trova la stazione).
La piazza all'esterno della stazione è in parte pedonale e in parte adibita a parcheggio, ed è attrezzata con delle panchine e un monumento dedicato ad Aldo Moro.
Il piazzale interno della stazione si compone di due binari passanti (il primo in tracciato deviato, il secondo di corretto tracciato), serviti da due banchine: una ampia posta a fianco del primo binario, della lunghezza di 81 metri, e una stretta posta tra i due binari, della lunghezza di 77 metri. Entrambe le banchine sono scoperte, hanno un'altezza sul piano del ferro inferiore allo standard di 55 cm, e sono collegate tra loro da passerelle pedonali a raso.
Il fabbricato viaggiatori, a due piani, ospita una piccola sala d'attesa (dove un tempo si trovava la biglietteria, oggi murata) mentre la parte rimanente è adibita ad abitazione privata. Oltre ad esso, nella stazione si trovano due fabbricati più piccoli che ospitano i locali tecnici e un ulteriore fabbricato con i servizi igienici.
Sul lato Terni l'impianto è dotato di uno scalo merci, ad oggi inutilizzato, che comprende un binario tronco, mentre il magazzino merci è stato demolito e ne rimane visibile solo il terrapieno di fondazione.

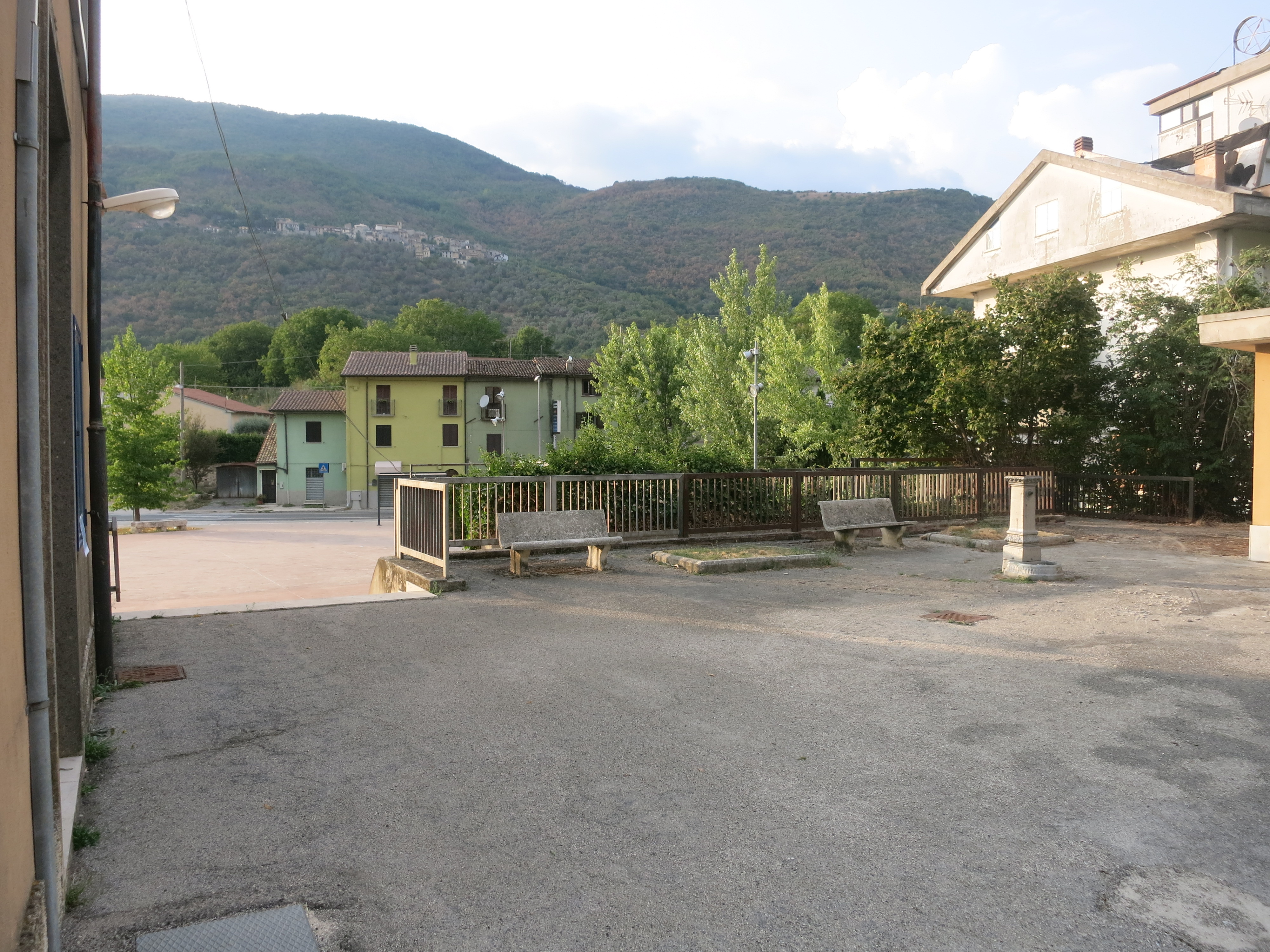
L'ingresso e la banchina del primo binario (sullo sfondo, il paesino di Paterno)
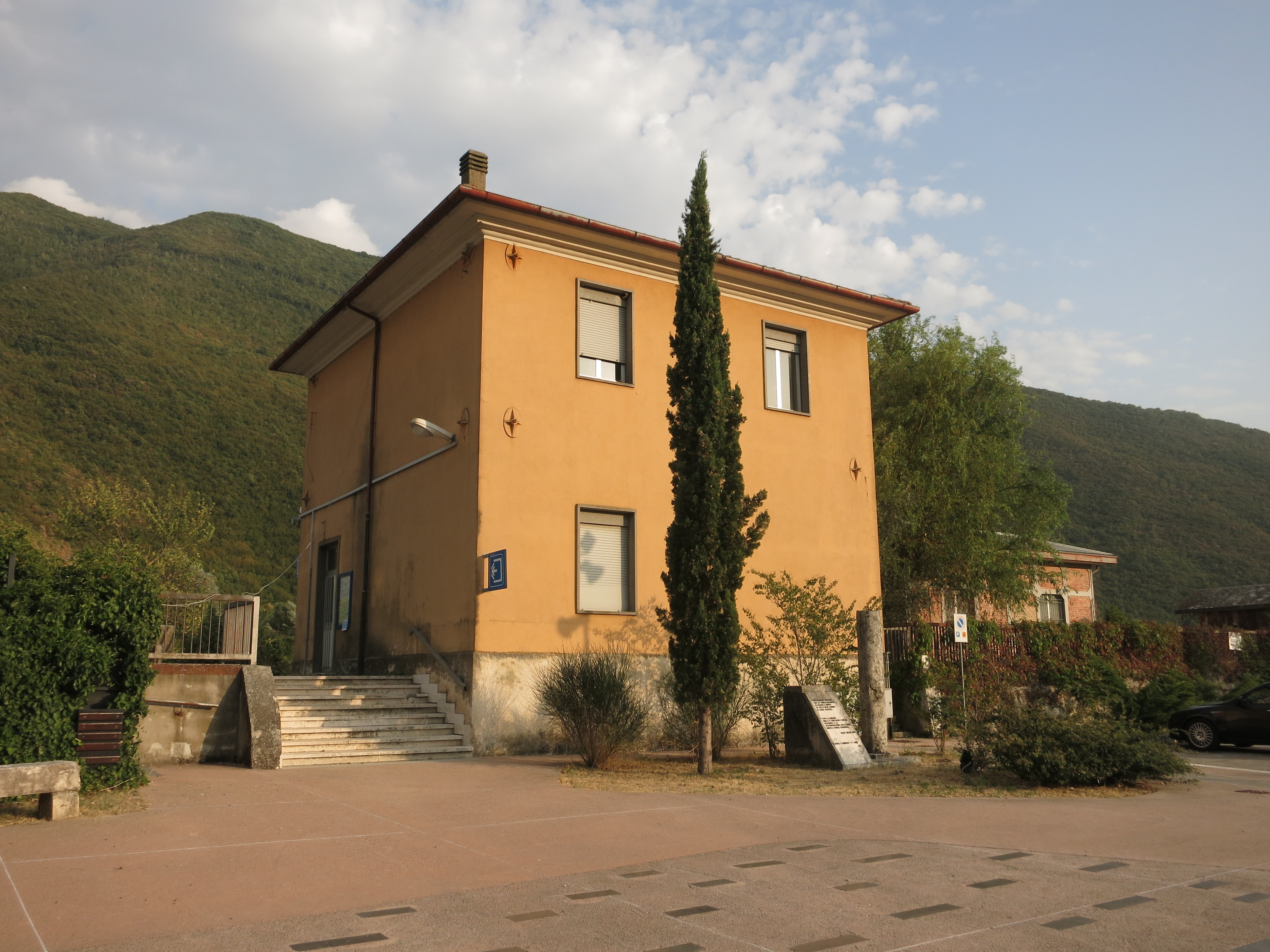
Il fabbricato viaggiatori visto dall'esterno
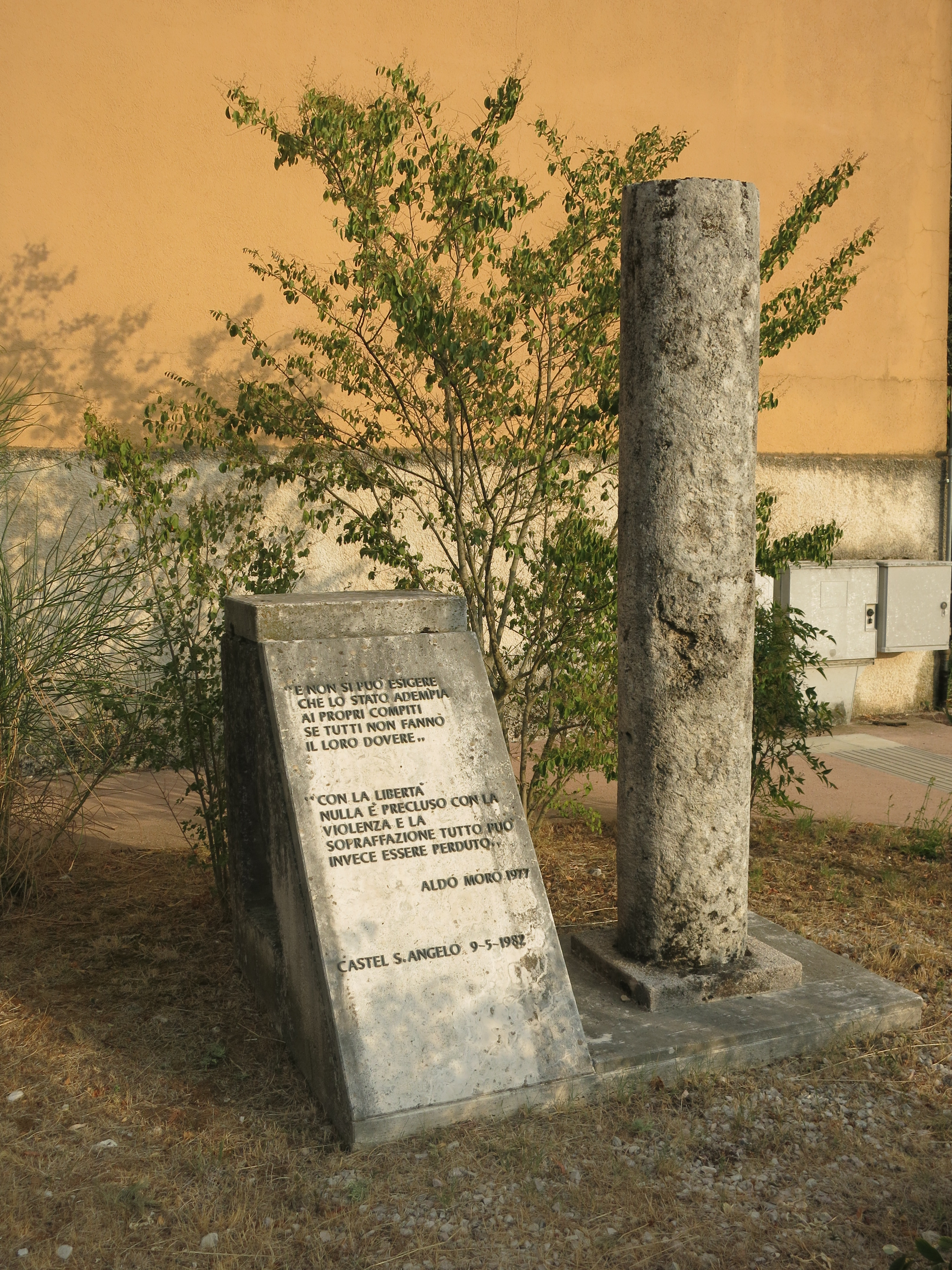
Il monumento ad Aldo Moro all'esterno della stazione
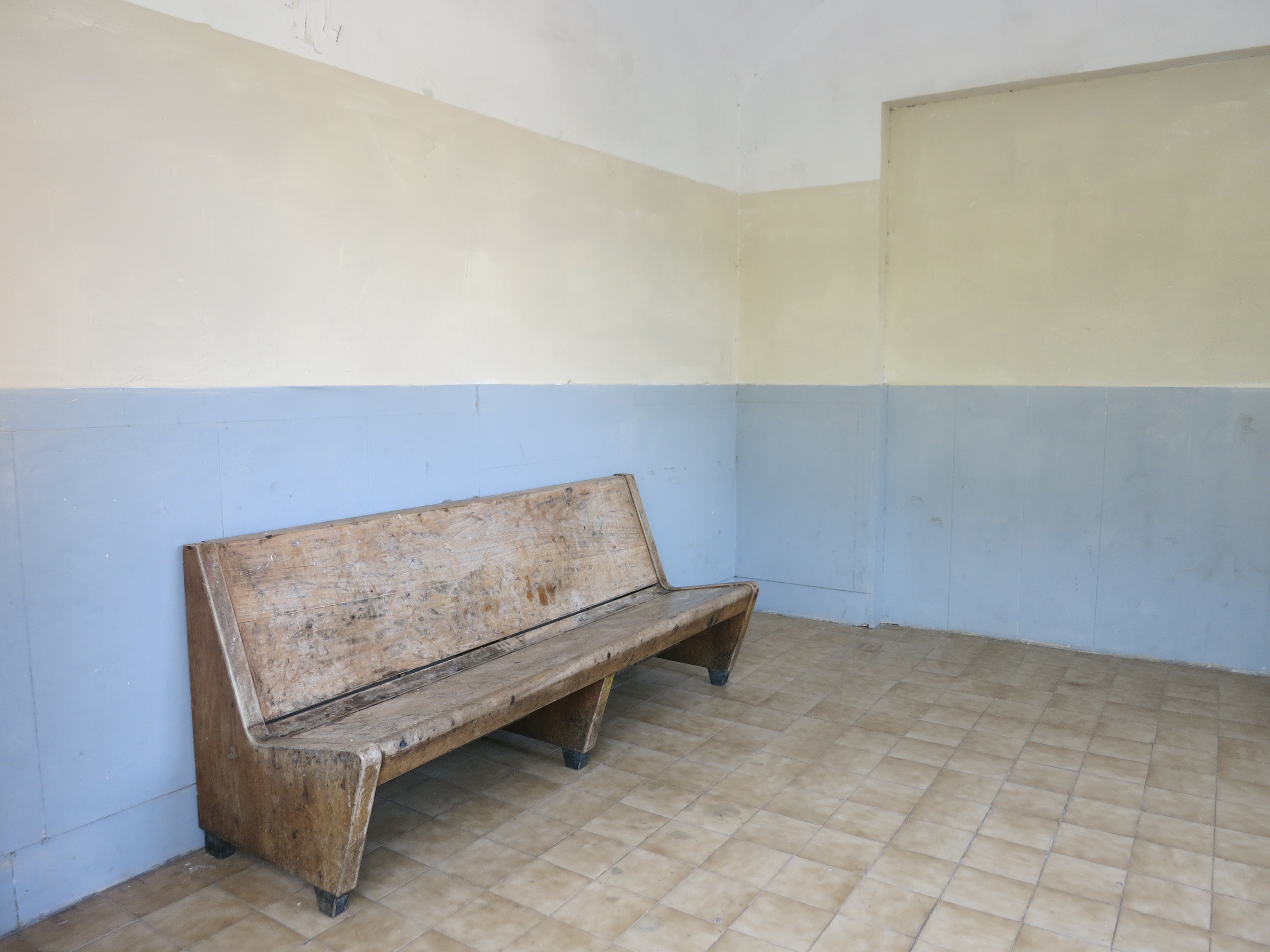
La sala d'attesa con l'ex biglietteria
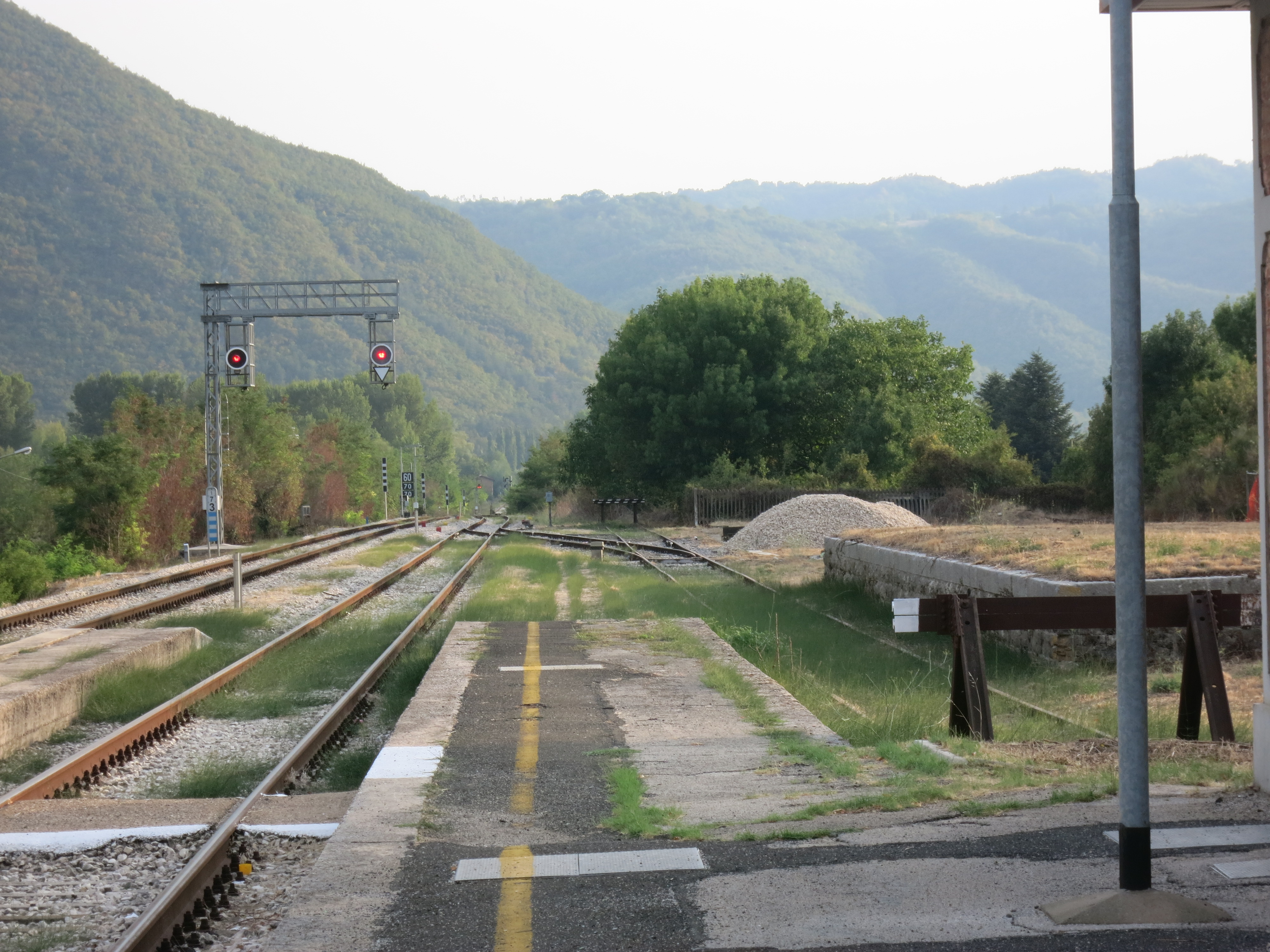
I binari in direzione Terni e l'ex scalo merci
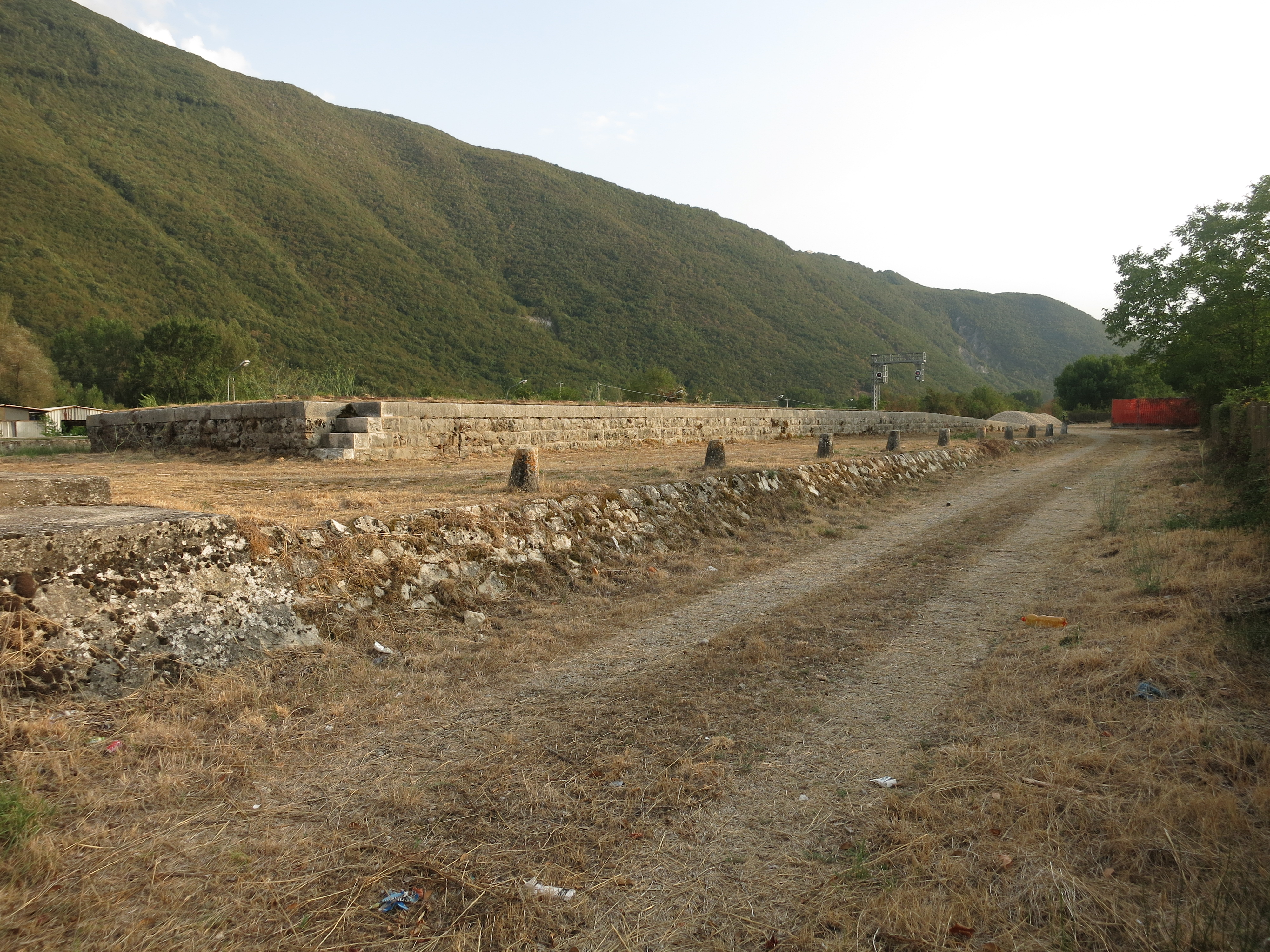
L'ex scalo merci

## Movimento
Nella stazione fermano quasi tutti i treni in transito.